# Consuelo Trujillo
Consuelo Trujillo Urbano (La Línea de la Concepción, 1959) es una actriz, maestra de actores y directora de teatro española.

## Biografía
Ganó el premio Unión de Actores a la mejor actriz protagonista de teatro en 2016 por la obra Criatura y el premio Unión de Actores a la mejor actriz secundaria de teatro en 2014 por Cuando deje de llover. Asimismo, ha participado en montajes como Bodas de sangre, Doña Rosita la soltera, La casa de Bernarda Alba o Medea. En cine destacan sus papeles en La novia, Al sur de Granada, Yo, también o Verónica.
Es maestra de actores en la academia Juan Carlos Corazza y de sus clases han salido alumnos como Javier Bardem o Elena Anaya.
Es pareja de la también actriz Susi Sánchez.

## Filmografía

### Largometrajes
| Año  | Título                       | Personaje          | Dirección                      |
| ---- | ---------------------------- | ------------------ | ------------------------------ |
| 1995 | Felicidades, Tovarich        |                    | Antonio Eceiza                 |
| 1996 | Malena es un nombre de tango | Muchacha escuálida | Gerardo Herrero                |
| 2000 | Aunque tú no lo sepas        | Conchi             | Juan Vicente Córdoba           |
| 2001 | Salvajes                     | Madre              | Carlos Molinero                |
| 2003 | Al sur de Granada            | María              | Fernando Colomo                |
| 2009 | Yo, también                  | Consuelo           | Antonio Naharro, Álvaro Pastor |
| 2015 | La novia                     | Criada             | Paula Ortiz                    |
| 2017 | Verónica                     | Hermana muerte     | Paco Plaza                     |
| 2019 | Adiós                        | Madre Kempes       | Paco Cabezas                   |
| 2022 | Contando ovejas              | Doña Juana         | Jose Corral                    |
| 2023 | Teresa                       | Monja              | Paula Ortiz                    |
| 2023 | Hermana muerte               | Hermana muerte     | Paco Plaza                     |

### Cortometrajes
| Año  | Título            | Personaje    | Dirección                       |
| ---- | ----------------- | ------------ | ------------------------------- |
| 1994 | Tiempo de muerte  |              | Valentín Trujillo               |
| 1996 | Náufragos         | Trujillo     | Lorena García, Roberto Trujillo |
| 1997 | Campeones         | La madre     | Antonio Conesa                  |
| 2004 | El último peldaño | Mujer casero | José Manuel Quiroga             |
| 2008 | Consulta 16       | Doctora      | José Manuel Carrasco            |
| 2017 | Ensayo de vida    |              | María Reyes Arias               |
| 2019 | Bajar             | Anciana      | Pedro Tamames                   |

### Series de Televisión
| Año       | Título                              | Personaje                | Canal     |
| --------- | ----------------------------------- | ------------------------ | --------- |
| 1992      | Las chicas de hoy en día            | Chica en fila de casting | TVE 1     |
| 1993      | Una gloria nacional                 | Malagú                   | TVE 1     |
| 1998      | Periodistas                         | Elisa                    | Telecinco |
| 1999      | Compañeros                          | Lola                     | Antena 3  |
| 2000      | Policías, en el corazón de la calle | Rocio                    | Antena 3  |
| 2004      | El comisario                        | Mariana                  | Telecinco |
| 2005-2006 | Corta-t                             | Lola                     | Cuatro    |
| 2003-2007 | Hospital Central                    | Juani / Asun             | Telecinco |
| 2009      | Paquirri                            | Doña Ana                 | Telecinco |
| 2009      | Días sin luz                        | Rosa del Valle           | Antena 3  |
| 2011      | Mar de plástico                     | Pilar                    | Antena 3  |
| 2014      | B&b, de boca en boca                | Paqui                    | Telecinco |
| 2017-2018 | El accidente                        | Rosario                  | Telecinco |